# 帕里亞山 (聖地亞哥德盧卡納馬爾卡區)
13°48′20″S 74°37′30″W / 13.80556°S 74.62500°W
帕里亞山（Parya），是秘魯的山峰，位於該國中南部阿亞庫喬大區，由萬卡桑科斯省的聖地亞哥德盧卡納馬爾卡區負責管轄，屬於安地斯山脈的一部分，海拔高度4,862米。